# Karl Maxstadt
Karl Emil Maxstadt (* 1. September 1853 in Lahr/Schwarzwald; † 14. Januar 1930 in München) war ein deutscher Unterhaltungskünstler (Volkssänger).

## Leben
Karl Maxstadt wurde in eine Künstlerfamilie geboren. Er war der Sohn des Theaterdirektors und Volkssängers Karl Ignaz Maxstadt und seiner Frau Josephine, geborene Schwendtner, die ebenfalls als Volkssängerin arbeitete und sich daneben schriftstellerisch betätigte. Auch seine Schwester Klara Maxstadt trat als Sängerin auf.
In den Programmen der Zeit wurde er als Volkssänger, Komiker oder Alleinunterhalter angekündigt; er selbst bezeichnete sich als Gesangshumorist. Er trat zwischen 1878 und 1924 auf, zunächst in Singspielhallen und auf Kleinkunstbühnen in München und Garmisch-Partenkirchen, mit selbstverfassten Vorträgen, Soloszenen und Couplets, von denen er über 600 im Repertoire hatte. Sie erschienen im Verlag von Franz Dietrich in Leipzig. Wollten andere Varietékünstler sie nachsingen, mussten sie die „patentierten“ Noten erwerben und Lizenzgebühr entrichten.
Obwohl Maxstadt gerne als „Altmeister der Münchner Gesangshumoristen“ bezeichnet wird, war er in den Singspielhallen Münchens nie fest engagiert, sondern zog Auftritte an internationalen Varietés vor.
Gastspielreisen führten Maxstadt durch das ganze Reich. Er trat auch im Ruhrgebiet, in Berlin und Hamburg auf. Weitere führten ihn an die Varietèbühnen der anliegenden europäischen Staaten.
Man lobte sein brillantes Gedächtnis, seine Mimik und seine große Verwandlungsfähigkeit, die auch die Beherrschung vieler deutscher Dialekte einschloss. Er gilt als der Erfinder des Typus „Salon-Humorist“, der im Gehrock, mit Fliege und weißen Handschuhen aufzutreten pflegte, während bis dahin die Humoristen in den Varietés „bunt“, d. h. in Kostüm und mit angeklebter komischer Nase arbeiteten. Kostümiert trat er nur in seinen Soloszenen auf die Bühne.
Darin brachte er Berufstypen wie Dorfbarbiere, Hausknechte oder Handlungscommis und Charaktere wie den „alten Schwerenöter“, den “armen Teufel” oder das “Landstraßen-Gigerl” auf die Bühne, stellte aber auch wie in “Früher und heut’” vergleichende Zeitbetrachtungen an. Solche Gegenüberstellungen finden sich auch in seinen Original-Couplets, einem Genre, das sich besonders gut dazu eignet, über das Zeitgeschehen zu raisonnieren. Das geschieht in Couplets, die z. B. Warenhäuser, Fremdwörter oder “Die koschere Nation” thematisieren. Über die Zukunft macht sich – im Jahr 1910 – sein Couplet “In 25 Jahren” Gedanken.
Mundartparodistischer Natur sind die Humoristischen Vorträge, die „hochkulturelle“ literarische Vorlagen wie “Faust”, “Lohengrin” und “Wilhelm Tell” auf Sächsisch oder Bairisch abhandeln.
Obwohl Maxstadt bis 1930 lebte und damit die Möglichkeit gehabt hätte, seine Kunst mittels der technischen Medien Film und Grammophon in Bild und Ton festzuhalten, hat er davon nie Gebrauch gemacht. Es gibt zwar von seinen Couplets und Vorträgen Grammophonaufnahmen verschiedener Künstler, aber keine von ihm selbst.
Maxstadt wurde für den Münchener Sprachkünstler Karl Valentin zum großen Vorbild. Der, so will es die Legende, setzte aus Verehrung für den Meister den Künstlernamen seiner langjährigen Partnerin Liesl Karlstadt, gebürtige Elisabeth Wellano, aus dem Vornamen Karl (von Karl [Valentin?/Maxstadt?]) und -stadt (von Maxstadt) zusammen.

## Werke (Auswahl)
Soloszenen
- Der Handlungscommis (Dietrich, Leipzig 1890)
- Der Pechvogel, humoristische Soloscene (Dietrich, Leipzig 1891)
- Der Bettelbua, heitere Soloscene [Einlage in: Stieler, Max: Ein blauer Teufel][18] (Dietrich, Leipzig [ca. 1895])
- Das Landstrassen-Gigerl: [Heitere Soloscene] (Dietrich, Leipzig ca. 1900)
- Aus der Haut möcht m’r fahr’n! heiter Soloscene (Dietrich, Leipzig um 1905)
- Der Dorfbarbier (Dietrich, Leipzig um 1905)
- Der Hausknecht, humoristische Soloscene (1909)
- Der Zeitungs-Kolporteur, humoristische Soloscene No.11[19]
- Früher und heut, humoristische Soloscene (Dietrich, Leipzig ca. 1909)
- Der Kampf um’s tägliche Brot. [Humoristische Soloscene] (Dietrich, Leipzig ca. 1909)

Original-Couplets
- Logische Beweise (1875)
- Fein und grob (Dietrich, Leipzig um 1890)
- Der kommt in d’ Höll! Original-Couplet (Dietrich, Leipzig ca. 1891)
- Lob der Frauen, nach einer Kärthner Volksweise (1896)
- Die koschere Nation (Dietrich, Leipzig 189.?) [= Karl Maxstadt’s Original Couplets N.° 4]
- Stadt und Land (1900)[20]
- Fremdwörter-Couplet. Original-Couplet No.40 (Franz Dietrich, Leipzig um 1900)[21]
- Ständchen-Variationen (Dietrich, Leipzig ca. 1900)
- Achtung! Aufgepaßt! (Dietrich, Leipzig ca. 1900)
- Der Raritätensammler (Dietrich, Leipzig 189.?)[22]
- Warenhäuser (1900)
- In 25 Jahren (Dietrich, Leipzig ca. 1910)
- Gedankensplitter (Dietrich, Leipzig 1910)
- Seelenwanderung [= Karl Maxstadt’s Original Couplets N.° 29][23]
- Salomo der Weise, Original-Couplet (Dietrich, Leipzig ca. 1910)
- Hat ihm [sic] schon! Original-Couplet (Dietrich, Leipzig ca. 1910)

Humoristische Vorträge
- Humoristische Vorträge. 1, Faust [humoristischer Vortrag in sächsischer Mundart]. Dietrich, Leipzig [um 1890][24]
- Humoristische Vorträge. 2, Lohengrin [humoristischer Vortrag in sächsischer Mundart]. Dietrich, Leipzig  [um 1890]
- Humoristische Vorträge. 3, Wilhelm Tell [humoristischer Vortrag in sächsischer Mundart]. Dietrich, Leipzig  [um 1890]
- Humoristische Vorträge. 4, Bliemchen[25] vor der Himmelsthür [humoristischer Vortrag in sächsischer Mundart]. Dietrich, Leipzig  [um 1890]
- Humoristische Vorträge. 5, Der Neugierige [humoristischer Vortrag in sächsischer Mundart]. Dietrich, Leipzig [um 1890]
- Faust: heiterer Vortrag in bayrischer Mundart (= Karl Maxstadt’s heitere Vorträge; Nr. 9)[26]

Sammelausgaben
- Karl Maxstadt’s humoristische Soloscenen. Dietrich, Leipzig o. J.
- Karl Maxstadt’s heitere Vorträge. Dietrich, Leipzig 1894.
- Karl Maxstadt’s Original-Couplets. Franz Dietrich, Leipzig 1899.

## Tondokumente (Auswahl)
europäische Aufnahmen:
- Gar ka Spur, ka Idee (Maxstadt) Josef Modl, Wien. Gramophone Concert Record 2-42 511 (Matrix number 1048 x) Date: 1902
- Der Herrgott meint’s gut (Maxstadt), gesungen von Fritz Werner, Strassburg i. E. [mit Klavier]. Zonophone Record X-22 451 (Matr. 4549 L), aufgen. 1906[27]
- Der Bettelbua (Schenkt’s mer was) (Maxstadt) Richard Waldemar [mit Klavier]. Gramophone Concert Record V.*22 627 (Matr. 10 946 u), aufgen. in Wien 1907
- Verschiedene Nationalspeisen, von Maxstadt. Rudolf Kumpa, Operettentenor am k.k. privaten Karltheater Wien. Premier Record 5082 (Matr. 6120)[28]

amerikanische Aufnahmen:
- Oscar Stolberg: Sapprament, was ist denn das? Couplet (Maxstadt) Victor 63 264 (Matr. B-10 081), recorded 3/20/1911 (Camden, New Jersey).
- Oscar Stolberg: Volkslieder-Couplet (Karl Maxstadt) Victor 68 289-B (Matr. C 10 088), recorded 3/22/1911. Sung in German, with orchestra accompaniment.[29]
- Oscar Stolberg: Kli Kla Klatscherei (Verfasser: Karl Maxstadt) Edison Blue Amberol # 26 175. [1911] Sung in German, with orchestra accompaniment.[30]
- Oscar Stolberg, Elise Kramer: Großstadtluft (Verfasser: Karl Maxstadt) Edison Blue Amberol # 26 194. [1916] Vocal duet in German, with orchestra accompaniment.[31]